# 慈悲
慈悲，佛教術語，為慈與悲二者的合稱，為佛教基本教義之一，也是四無量心的基礎。大乘佛教中，菩薩以追求慈悲及智慧為最高目標。

## 概論
慈悲是複合詞，由四無量心的「慈」與「悲」合成。其意義相近，經常一起使用，其本性皆是無瞋，但是其作用不同。龍樹認為，慈為「與樂」，悲為「拔苦」。